# Henry Timberlake (1570–1625)
Ne doit pas être confondu avec Henry Timberlake.
Henry Timberlake, né en 1570 et mort en 1625 est un marchand anglais qui se fait connaître pour le récit de ses voyages en Afrique du Nord, en Égypte et à Jérusalem en 1601, qu'il publie en 1603.
Timberlake se rend ensuite dans les colonies anglaises des Amériques, où il achete des terres en Virginie et aux Bermudes. Il retourne ensuite en Angleterre, où il meurt en 1625.

## Biographie

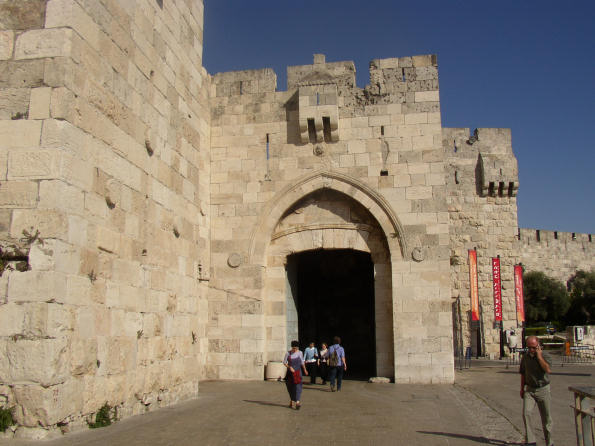
La porte de Jaffa à Jérusalem. Ici, Timberlake commet une erreur en confessant sa foi et sa nationalité, ce qui lui a vaut d'être jeté en prison.

Henry Timberlake naît en Angleterre en 1570. En 1610, il entre dans la Company of Merchant Adventurers of London, une guilde commerciale. Il achete et équipe des navires marchands pour faire du commerce avec les marchands d'Afrique du Nord et l'Égypte. En 1601, Timberlake navigue en Méditerranée à bord de son navire marchand Trojan, embarquant à Alger des voyageurs musulmans à destination de La Mecque et de Tunis. Timberlake, avec son assistant Waldred, transfère les marchandises de la Levant Company pour un voyage terrestre jusqu'au Nil, puis les transféra à nouveau pour naviguer en aval jusqu'au Caire. Ne trouvant pas d'acquéreur, il organise un pèlerinage à Jérusalem accompagné d'un autre Anglais, John Sanderson.
Le voyage est considéré comme dangereux, car les voyageurs sont souvent sujets aux attaques de bandits le long des routes. De plus, Jérusalem est sous la domination ottomane. Un Marocain qui s'est embarqué sur le Trojan comme passager à Alger rencontre Timberlake à Mamré, près d'Hébron, et promet d'aider Timberlake.
Lorsque la caravane atteint Jérusalem, Timberlake s'identifie à la porte de Jaffa comme protestant et Anglais ; il est arrêté et accusé par les autorités ottomanes d'être un espion. Ils n'ont jamais entendu parler de l'Angleterre ni de la reine Elizabeth Ire. Le compagnon marocain de Timberlake intercède en la faveur des deux pèlerins protestants, obtenant leur libération après avoir fait appel directement au pacha local.
Il sauve à nouveau la vie de Timberlake lorsque les deux hommes sont attaqués par des Bédouins ; les Bédouins avaient l'intention de les vendre comme esclaves. Le Marocain réussit à repousser les Bédouins et ils parviennent à s'échapper.
A son retour, Timberlake écrit une longue lettre sur ses aventures à des amis à Londres. Il est publié en 1603 sous le titre A True and Strange Discourse on the Travailes of Two English Pilgrims. Très populaire auprès du public anglais, ce livre est réimprimé dans de nombreuses éditions ultérieures. Timberlake y a écrit avec un style vivant ses aventures, et son amitié avec un musulman anonyme de Fès, au Maroc.
Timberlake poursuit ensuite ses activités commerciales. Il devient membre de la Virginia Company, fondée pour établir des colonies en Amérique du Nord. Il navigue vers la jeune colonie de Virginie, où il racheté un terrain à Smith's Hundred. Timberlake navigue également vers la colonie anglaise des Bermudes, où il achète des terres.
Timberlake retourne en Angleterre après son bref séjour dans les Amériques. Après son retour, Timberlake meurt en septembre 1625, à Titchfield, près de Fareham, Hampshire. Il est étroitement associé au fil des années au comte de Southampton, qui était également membre de la Virginia Company. Timberlake est enterré dans le chœur de l'église Saint-Pierre de Titchfield, tout comme Southampton et son fils aîné, tous deux morts de maladie aux Pays-Bas en 1624. 
Timberlake avait fondé une famille en Angleterre. L'un des fils de Timberlake, Francis, émigre en Virginie. Il s'y maria et son fils, Henry Timberlake, né en 1730 ou 1735 dans le comté de Hanover, en Virginie, rejoint la milice et se fait également connaître comme cartographe. Il est surtout connu pour son travail et ses mémoires sur son expédition de 1761-1762 vers l'Overhill Cherokee, basé dans l'actuel Tennessee. Il a documenté de manière approfondie les colonies Cherokee et les éléments de leur culture.

## Publication
Le récit de Timberlake est considéré témoignage saisissant de l'histoire de la Palestine et de la situation des chrétiens sous la domination ottomane. Le pacha local insiste pour que Timberlake reste dans un hospice franciscain, car il est indifférent aux tensions entre les chrétiens occidentaux. Timberlake exprime un respect réticent pour les frères franciscains catholiques dans son récit. Ils lui lavent les pieds lors d'un rituel de salutation, et alors qu'il craint d'être forcé de participer à une messe catholique, cela n'arrive pas. Les représentations positives des catholiques et des musulmans par Timberlake sont considérées avec méfiance par certains en Angleterre, et une caricature peu flatteuse de lui est imprimée dans une version non autorisée de son récit.
- Henry Timberlake, A True and Strange Discourse on the Travailes (trauailes) of two English Pilgrims  London: Thomas Archer, 1603